# Television i Storbritannien
Television i Storbritannien kom tidigt.

## Historia

### Analoga åren
BBC inledde reguljära sändningar den 2 november 1936, och sändningarna var världens första i det som var högupplösning enligt dåtidens standard. Vid andra världskrigets utbrott 1939 fick dessa avbrytas eftersom sändningar i VHF-nät misstänktes kunna leda tyskt flyg till sändaren, och därmed till London. Det sista programmet var en Disneyfilm med Musse Pigg. Då programmen återupptogs 7 juni 1946 fortsatte sändningen med samma program som bröts 1 september 1939.
Den 22 september 1955 inleddes etableringen av en kommersiell kanal, ITV. Denna kanal byggdes upp av ett flertal mindre företag som hade tillstånd att driva en region under en viss tid. Dessutom har ITV-företagen en gemensam nyhetsredaktion, ITN. Ambitionen var att den kommersiella televisionen skulle ha public service-anda och inte bli som den blivit i USA. 1962 var ITV rikstäckande.
BBC:s andra TV-kanal, BBC2, startade 1964. Den första kanalen fick namnet BBC1. 1968 genomgick ITV en del förändringar i regionerna.
Från 1974 till 1990 var det Independent Broadcasting Authority (IBA) som bevakade den kommersiella televisionen. 1982 gjordes ytterligare förändringar inom ITV då några företag förlorade sin licens till andra. 1983 startade också TV-morgonprogram hos både BBC och i ITV-nätverket från företaget TV-am.
1982 startades även en andra kommersiell TV-kanal, Channel 4. Denna sände i hela landet, med undantag för Wales där den kymriska S4C startade. Channel 4 var ett slags kommersiell public service-kanal och en del av IBA.
Satellit-TV-sändningar påbörjades i slutet av 1970-talet i blygsam skala. En av de första kanalerna, Satellite Television UK, köptes 1982 till största delen av Rupert Murdoch som döpte om den till Sky Channel.
Den 5 februari 1989 lanserade Murdoch Sky Television från Astra-satelliterna. Detta innebar att tittare med parabol kunde se fyra kanaler. I juli 1989 bytte Sky Channel namn till Sky One.
I mars 1990 lanserades den konkurrerande tjänsten, British Satellite Broadcasting (BSB), som sände fem kanaler från satelliterna Marcopolo 1 och Marcopolo 2. Det gick dock inte bra för BSB, som inte satsade lika mycket på marknadsföring som Sky Television. Detta resulterade i ett samgående mellan Sky Television och BSB till British Sky Television (BSkyB). Marcopolosatellierna såldes.
1990 kom även en ny TV-lag som förändrade förutsättningarna för de två kommersiella kanalerna. Licenstilldelningen för ITV-företag förändrades till budgivning och Channel 4 blev ett statligt företag. Dessutom försvann kontrollmyndigheten IBA och ersattes av något som numera är Ofcom.
Den 30 mars 1997 startade den femte kanalen i det marksända nätet, Channel 5. Den kunde dock inte ses i de sydöstra delarna av England som gränsade till Frankrikes kust.

### Digitala åren

Storbritannien övergår till digital-TV i etapper åren 2008–2012.

I november 1998 inleddes sändningar i det digitala marknätet officiellt. Sändningarna sköttes av ONdigital (senare ITV Digital).
Det visade sig senare inte gå så bra för ITV Digital, främst på grund av dyra sporträttigheter och dåligt publikt mottagande. Och i början av mars 2002 kollapsade företaget och betalkanalerna upphörde att sända i maj. Istället bildades Freeview av BBC, BSkyB och Crown Castle International. Genom Freeview kunde en tittare med digitalbox få tillgång till 30 fria kanaler utan abonnemang, men inga betalkanaler. I och med lanseringen av Top Up TV tillkom ett mindre utbud av billigare betalkanaler i marknätet.

## TV-kanaler
| - Amateur Girls - Animal Planet - Asia 1 - Asianet - At the Races - B4U Movies - B4U Music - B4U TV - Bangla TV - BBC Four - BBCi - BBC News 24 - BBC One - BBC Parliament - BBC Three - BBC Two - BET International - bid.tv - Bloomberg TV - Boomerang - Bravo - Cartoon Network - CBBC Channel - CBeebies - CCTV 9 - Celtic TV - Challenge - Channel 4 - Chelsea TV - CNBC Europe - CNE - CNN - Community Channel - Dave - Discovery Channel - Discovery Civilisations - Discovery Health - Discovery Home and Leisure - Discovery Kids - Discovery Sci-Fi - Discovery Travel and Adventure - Discovery Wings - E4 - EuroNews - Eurosport - Eurosport 2 - Extreme Sports - Fashion TV - Five - Flaunt - Fox Kids Network - FOX News - Front Row Digital - FX289 - Game Network | - GMTV (ITV1) - GMTV2 (ITV2) - Hallmark Entertainment - Health - Hellenic - History - Hollywood TV - ITV1 (England och Wales) UTV i Nordirland, STV in Skottland, Channel TV på Channel Islands - ITV2 - ITV3 - Kerrang TV - Kiss TV - Living - MATV - Men and Motors - MTV Base - MTV Dance - MTV Hits - MTV One - MTV Two - MUTV - National Geographic - Nick Jr - Nickelodeon - Nicktoons TV - Paramount Comedy 2 - Paramount Comedy - Performance - Playboy TV - Playhouse Disney - Pop - Premiership Plus - price-drop.tv - QVC - Rangers TV - Red Hot 40+ - Red Hot All Girl - Red Hot Amateur - Red Hot Euro - Red Hot Films - Red Hot Wives - S4C - S4C2 - Sci Fi Channel - Screenshop - Scuzz - Setanta - Setanta 2 - Simply Shopping - Sky Arts - Sky Box Office - Sky Movies Cinema 1 - Sky Movies Cinema 2 - Sky Movies Premiere - Sky Movies Premiere+1 - Sky Movies Comedy - Sky Movies Action & Thriller - Sky Movies Family - Sky Movies Drama - Sky Movies Classics | - Sky Movies Sci-Fi & Horror - Sky Movies Modern Greats - Sky Movies Indie - Sky Movies HD 1 - Sky Movies HD 2 - Sky News - Sky Three - Sky Two - Sky One - Sky Sports 1 - Sky Sports 2 - Sky Sports 3 - Sky Sports Xtra - Sky Sports News - Sky Real Lives - Sky Travel - Sony Entertainment TV Asia - Star Plus - TCM - Tele-G - Television X - The Adult Channel - The Advert Channel - The Amp - The Biography Channel - The Box - Community Channel - Disney Channel - The Hits - The Landscape Channel - TMF - The Pakistani Channel - The Racing Channel - The Studio - The Wrestling Channel - The Wrestling Channel Reloaded - Toon Disney - Toonami - Travel Channel - Trouble - TV Travel Shop - TV Travel Shop 2 - UKTV Documentary - UKTV Drama - UKTV Food - UKTV G2 - UKTV Gold - UKTV History - UKTV People - UKTV Style - Virgin1 - VH1 Classic - VH1 - VH2 - Zee Cinema - Zee Music - Zee TV |